# Estação Vilapicina

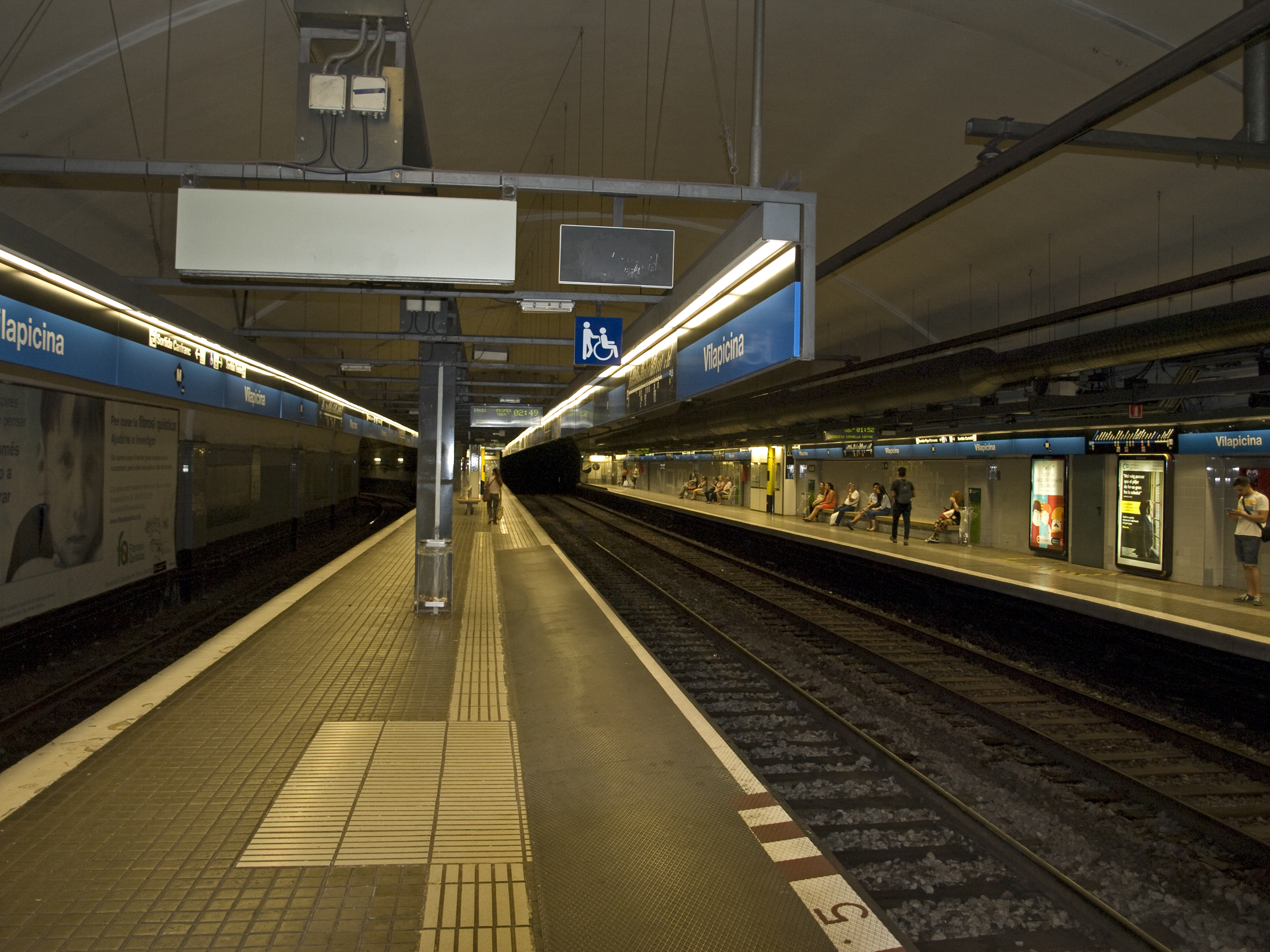
Estação Vilapicina

Vilapicina é uma estação da linha Linha 5 do Metro de Barcelona. Entrou em funcionamento em 1959.

## Facilidades
- escada rolante.

## Localização
- Barcelona;  Espanha,  Catalunha.